# 米利斯芝士
米利斯芝士產自愛爾蘭的西部。米利斯芝士為圓盤狀，外殼為橘黃色，芝士肉為從堅實到奶油般柔軟，口感油膩。